# Dūshar
Dūshar (persiska: Dūshdūr, دوشر, دوشدور) är en ort i Iran.   Den ligger i provinsen Östazarbaijan, i den nordvästra delen av landet, 500 km väster om huvudstaden Teheran. Dūshar ligger 2 065 meter över havet och antalet invånare är 176.
Terrängen runt Dūshar är kuperad.Runt Dūshar är det ganska glesbefolkat, med 30 invånare per kvadratkilometer. Närmaste större samhälle är Gol Akhor, 12,0 km norr om Dūshar. Trakten runt Dūshar består i huvudsak av gräsmarker.